# 테일러 셰리던
테일러 셰리든(영어: Taylor Sheridan, 영어 발음: /ˈʃɛrɪdn/)은 미국의 영화 각본가, 영화 감독, 배우이다. 영화 《시카리오: 암살자의 도시》(2015), 《로스트 인 더스트》(2016)의 각본으로 큰 호평을 얻었다. 연출가 이전에는 배우로서 활동했는데, 드라마 《베로니카 마스》와 《썬즈 오브 아나키》에 출연하였다.

## 작품 목록
| 연도      | 제목                       | 각본가 | 감독 | 배우 | 제작자 | 배역          | 비고   |
| --------- | -------------------------- | ------ | ---- | ---- | ------ | ------------- | ------ |
| 2005–2007 | 베로니카 마스              |        |      | 예   |        | 대니 보이드   |        |
| 2008–2010 | 썬즈 오브 아나키           |        |      | 예   |        | 데이비드 헤일 |        |
| 2011      | 바일                       |        | 예   |      |        |               |        |
| 2015      | 시카리오: 암살자의 도시    | 예     |      |      |        |               |        |
| 2016      | 로스트 인 더스트           | 예     |      | 예   |        | 카우보이      | 카메오 |
| 2017      | 윈드 리버                  | 예     | 예   |      |        |               |        |
| 2018      | 12 솔져스                  |        |      | 예   |        | 브라이언      |        |
| 2018      | 옐로우스톤                 | 예     | 예   |      | 예     |               |        |
| 2018      | 시카리오: 데이 오브 솔다도 | 예     |      |      |        |               |        |
| 2021      | 내가 죽기를 바라는 자들    | 예     | 예   |      | 예     |               |        |